# سیدان (عشیره)
سیدان، یکی از عشایر کرد از ایل هه رکی ساکن در ایران در منطقه مرگور در استان آذربایجان غربی است. این عشیره در گذشته تابستان‌ها به ایران و ترکیه می‌آمدند و زمستان‌ها به عراق می‌رفتند.
خانوارهای این عشیره در مناطق کردنشین ایران، ترکیه و اقیلم کردستان عراق سکونت دارند. دین مردم سیدان، اسلام و مذهب آنان اهل سنت شافعی است و به زبان کردی کرمانجی لهجه ی هرکی صحبت می کنند.